# Modesto Omiste (provins)

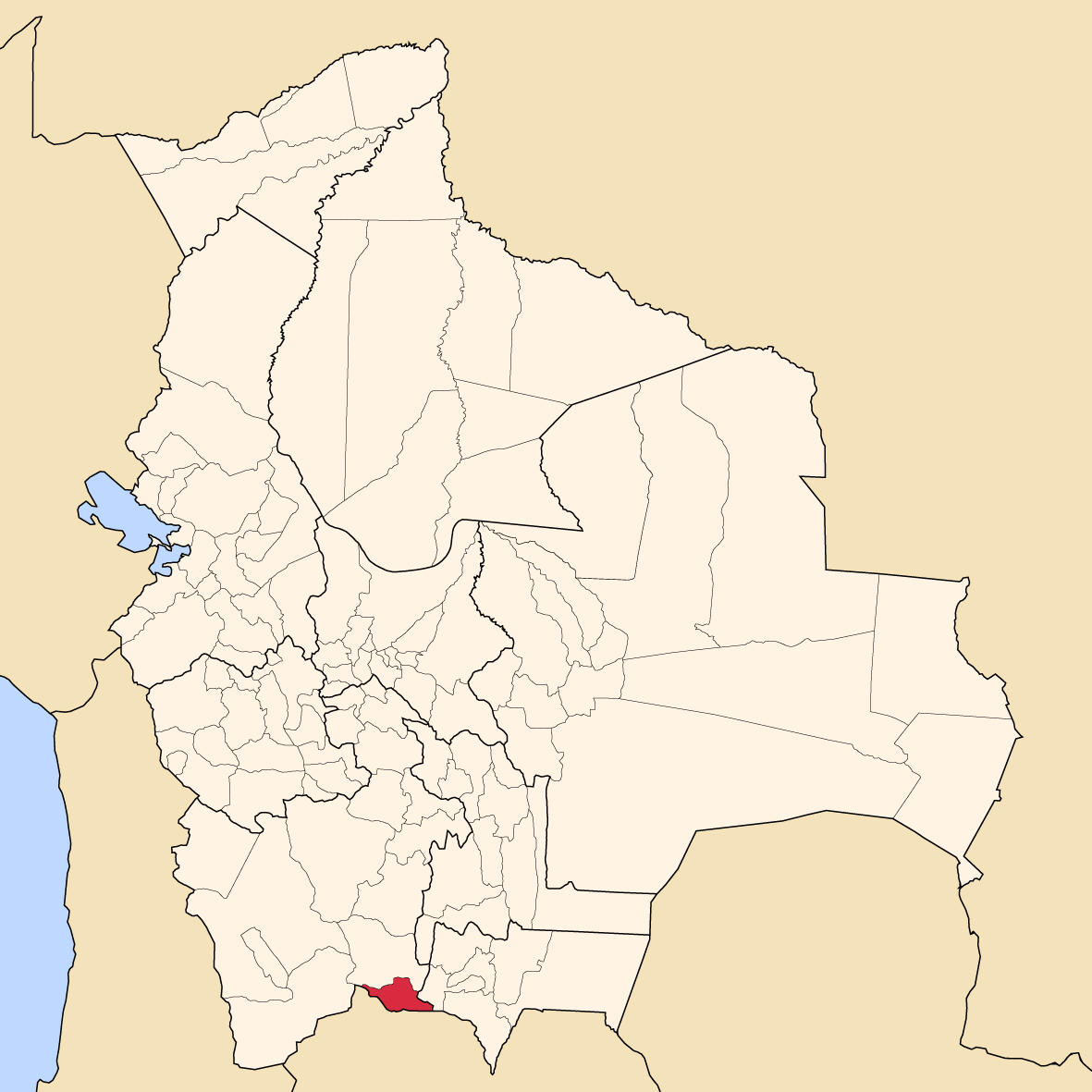
Provinsens läge i Bolivia

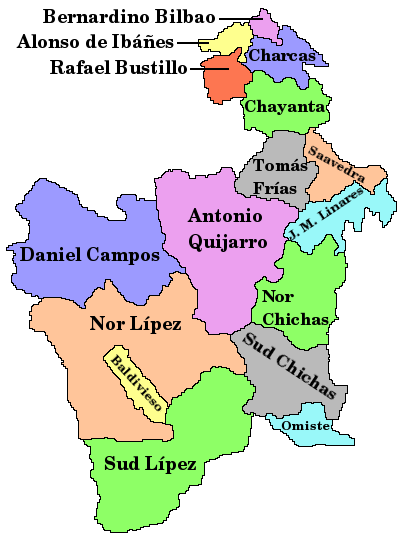
Provinser i Potosí

Modesto Omiste är en provins i departementet Potosí i Bolivia. Den administrativa huvudorten är Villazón.